# هنري هولت إي
هنري هولت إي (بالإنجليزية: Henry E. Holt )‏ (و. 1929 – م) هو عالم فلك من الولايات المتحدة الأمريكية .

## مناصب وهيئات
تخصص بجيولوجيا الكواكب في كل من جامعة أريزونا، والماسح الجيولوجي الأمريكي.